# General Zuos kyckling

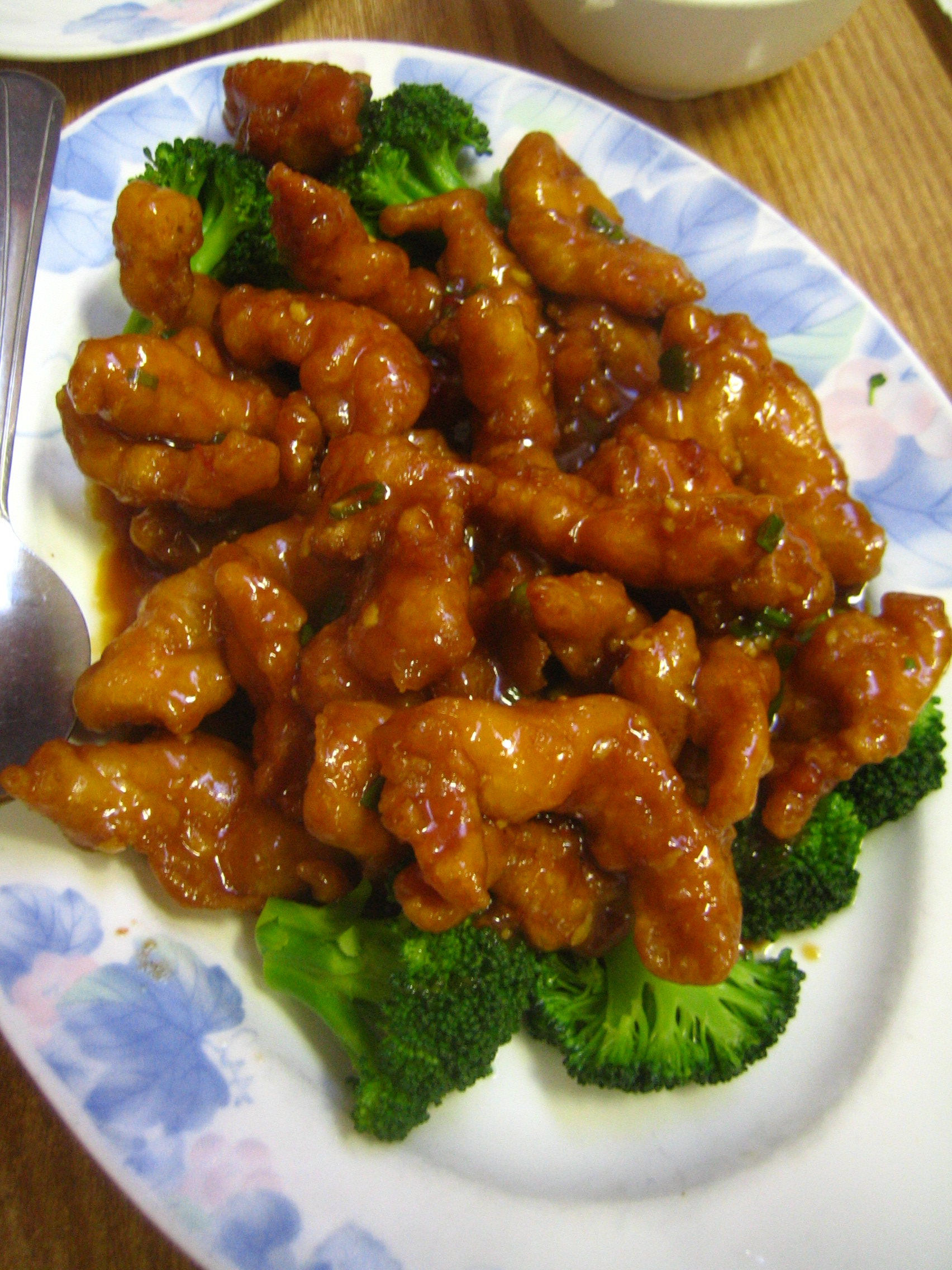
General Zuos kyckling

General Zuos kyckling eller General Tsos kyckling eller Zuo Zongtan ji 左宗棠雞; Zuǒ Zōngtángjī) är en kinesisk maträtt som består av friterad kyckling i sötsur sås. Maträtten har fått sitt namn efter den militära ledaren Zuo Zongtang.